# محمود فریحات
محمود فریحات (انگلیسی: Mahmoud Freihat; ۱ ژانویهٔ ۱۹۶۰ – ) نظامی اهل اردن است، که هم‌اکنون به‌عنوان فرمانده ارتش سلطنتی اردن فعالیت می‌کند. وی برندهٔ جوایزی همچون لژیون افتخار شده‌است.